# Wadsworth (Ohio)
Pour les articles homonymes, voir Wadsworth.
Wadsworth est une ville du comté de Medina, dans l’État de l’Ohio. Lors du recensement de 2010, sa population s’élevait à 21 567 habitants.

## Source
- (en) Cet article est partiellement ou en totalité issu de l’article de Wikipédia en anglais intitulé « Wadsworth, Ohio » (voir la liste des auteurs).